# جورج دووبنج
جورج دووبنج (بالإنجليزية: George Dwubeng)‏ (مواليد 15 يناير 2000) هو لاعب كرة قدم غاني ، يجيد اللعب في خط الدفاع.